# 齐政 (1931年)
齐政（1931年—2019年5月24日），男，湖北黄陂人，中华人民共和国政治人物，曾任辽宁省人大常委会秘书长、副主任。